# Nowata
Nowata är administrativ huvudort i Nowata County i Oklahoma. Enligt 2010 års folkräkning hade Nowata 3 731 invånare.